# Chính phủ Cách mạng lâm thời Cộng hòa miền Nam Việt Nam
Chính phủ Cách mạng lâm thời Cộng hòa miền Nam Việt Nam là một chính phủ tồn tại ở miền nam Việt Nam trong thời kỳ Chiến tranh Việt Nam. Chính phủ này tồn tại song song và đứng đối lập với chính phủ Việt Nam Cộng hòa. Mục tiêu đấu tranh của chính phủ này là buộc Hoa Kỳ rút quân khỏi Việt Nam và đánh đổ chính phủ Việt Nam Cộng hòa, sau đó thực hiện tuyển cử thống nhất đất nước Việt Nam. Chính phủ này tuyên bố chủ quyền trên toàn bộ miền Nam Việt Nam, còn trong thực tế thì quản lý các vùng lãnh thổ tại miền Nam mà Hoa Kỳ - Việt Nam Cộng hòa không kiểm soát.
Chính phủ này được thành lập vào ngày 6 tháng 6 năm 1969 khi Đại hội Đại biểu Quốc dân miền Nam Việt Nam giữa Mặt trận Dân tộc Giải phóng miền Nam Việt Nam, Liên minh các Lực lượng Dân tộc Dân chủ và Hòa bình Việt Nam ở miền Nam cùng các lực lượng yêu nước khác đã thông qua nghị quyết thành lập Chính phủ Cách mạng lâm thời Cộng hòa miền Nam Việt Nam và Hội đồng Cố vấn Cộng hòa miền Nam Việt Nam.
Chính phủ được hậu thuẫn bởi nhà nước Việt Nam Dân chủ Cộng hòa và Đảng Lao động Việt Nam, trực tiếp là Trung ương Cục miền Nam. Ngày 12 tháng 6 năm 1969, sau khi Đại hội Đại biểu Quốc dân miền Nam Việt Nam diễn ra thành công và Chính phủ Cách mạng lâm thời Cộng hòa miền Nam Việt Nam được chính thức thành lập, Chính phủ Việt Nam Dân chủ Cộng hòa trịnh trọng tuyên bố hoan nghênh và công nhận. Trong tháng 6 năm 1969, 23 nước đã công nhận Chính phủ cách mạng lâm thời, trong đó 21 nước kiến lập quan hệ ngoại giao.

## Lịch sử

### 1954-1960
Ngay sau khi Hiệp định Geneve được ký kết, Mỹ âm mưu chia cắt Việt Nam nhằm mục tiêu biến miền Nam Việt Nam trở thành tiền đồn chống cộng sản tại Đông Nam Á. Mỹ đã ủng hộ chính quyền Ngô Đình Diệm trong việc củng cố quyền lực lâu dài nhằm thực hiện mục tiêu đề ra. Tháng 9 năm 1954, Mỹ thành lập Tổ chức Hiệp ước Đông Nam Á (SEATO) "biến miền Nam Việt Nam thành một căn cứ quân sự quan trọng nằm dưới sự kiểm soát của Mỹ".
Việc thực thi Hiệp định Geneve đã bị Mỹ và Việt Nam Cộng hòa ngăn cản, không thi hành các điều khoản, sử dụng mọi thủ đoạn, biện pháp chống lại việc bầu cử thống nhất Việt Nam. Chính quyền Ngô Đình Diệm thực hiện các chiến dịch Tố Cộng diệt Cộng, đàn áp những người được coi là cộng sản, thân cộng sản. Trong khi đó cuối năm 1956, Nikita Khrushchev, lãnh đạo tối cao Liên Xô, tuyên bố "chung sống hòa bình" với Mỹ, do đó các nước lớn trong phe Xã hội chủ nghĩa không muốn Đảng Lao động Việt Nam phát động chiến đấu vũ trang ở miền Nam Việt Nam.
Tháng 1 năm 1959, Ban Chấp hành Trung ương Đảng Lao động Việt Nam triệu tập Hội nghị lần 15 (mở rộng), Hội nghị hoạch định hai nhiệm vụ chiến lược cách mạng phải đồng thời tiến hành ở hai miền Nam, Bắc, nhằm giải phóng miền Nam, bảo vệ miền Bắc, thống nhất đất nước. Đảng Lao động Việt Nam đề ra giải pháp đưa cách mạng miền Nam có lợi nhất là khởi nghĩa giành chính quyền về tay nhân dân, tiến theo con đường lấy sức mạnh của quần chúng, dựa vào lực lượng chính trị của quần chúng là chủ yếu, kết hợp đấu tranh chính trị và vũ trang để "đánh đổ tập đoàn thống trị Ngô Đình Diệm, tay sai của Mỹ, thành lập một chính quyền liên hợp dân tộc dân chủ, tạo điều kiện thuận lợi nhất để hoà bình thống nhất nước nhà".
Sau khi Nghị quyết Hội nghị Trung ương 15/1959 được ban hành, phong trào "Đồng khởi" trên quy mô lớn tại các tỉnh Nam Bộ và Khu V nhất tề đứng lên. Tiêu biểu như các cuộc khởi nghĩa ở Bác Ái (2/1959), Trà Bồng (8/1959), Tua Hai (1/1960), đặc biệt là phong trào nổi dậy ở tỉnh Bến Tre. Phong trào "Đồng khởi" đã đã tạo điều kiện thuận lợi cho các lực lượng cách mạng phát triển nhanh chóng, hàng nghìn chi bộ được thành lập, số lượng đảng viên được tăng lên thành lập nhiều đội vũ trang. Ngày 20 tháng 12 năm 1960, Mặt trận Dân tộc Giải phóng miền Nam Việt Nam được thành lập, góp phần quy tụ, các tầng lớp nhân dân đấu tranh giành độc lập thống nhất.

### 1960-1969
Thất bại trong việc bình định miền Nam Việt Nam, chính quyền Đệ nhất Việt Nam Cộng hòa lâm vào khủng hoảng nghiêm trọng. Mâu thuẫn trong giới lãnh đạo cầm quyền với nhau và mâu thuẫn với chính giới Mỹ đã làm trầm trọng khủng hoảng tại Đệ nhất Việt Nam Cộng hòa. Mỹ đề ra Kế hoạch Staley–Taylor (Chiến tranh đặc biệt) nhắm mục tiêu tăng cường sức mạnh cho Việt Nam Cộng hòa, dập tắt các phong trao kháng chiến "bình định" và lập ấp chiến lược, cô lập và tiêu diệt lực lượng cộng sản còn sót lại ở miền Nam Việt Nam.
Kế hoạch Staley-Taylor cuối cùng thất bại vào năm 1963, sau các trận đụng độ với Quân Giải phóng miền Nam Việt Nam, các ấp chiến lược bị phá không thực hiện đúng theo kế hoạch, đồng thời năm 1963 cuộc đảo chính đã lật đổ chính quyền Ngô Đình Diệm do Quân lực Việt Nam Cộng hòa thực hiện đã gây rung động cho Việt Nam và thế giới. Việc lật đổ chính quyền Ngô Đình Diệm do phe quân sự là ngoài dự tính của Mật trận Dân tộc Giải phóng miền Nam Việt Nam, vì không thể còn tuyên truyền việc Ngô Đình Diệm không được lòng dân. Mặt khác, những lãnh đạo quân sự kế nhiệm thường được thành lập một thời gian sau đó lại tiếp tục bị lật đổ, tạo điều kiện thuận lợi cho cách mạng ở miền Nam phát triển. Báo Nhân Dân, cho rằng "Bằng cách lật đổ Ngô Đình Diệm và Ngô Đình Nhu, đế quốc Mỹ đã tự mình phá hủy các cơ sở chính trị mà chúng đã xây dựng trong nhiều năm".
Cuối năm 1963, Mỹ đề ra chiến lược "Chiến tranh cục bộ" bắt đầu giai đoạn leo thang chiến tranh dần dần và can thiệp trực tiếp vào cuộc chiến. Sau vụ ám sát cả Ngô Đình Diệm và John Kennedy vào gần cuối năm 1963 và sự kiện Vịnh Bắc Bộ năm 1964 và trong bối cảnh chính trị Việt Nam Cộng hòa tiếp tục bất ổn, chính quyền Lyndon Johnson đưa ra cam kết chính sách trực tiếp bảo vệ chế độ Việt Nam Cộng hòa. Lực lượng quân sự Mỹ và các nước SEATO chống cộng tăng cường hỗ trợ, đưa lực lượng tác chiến quy mô lớn vào miền Nam Việt Nam; vào thời kỳ đỉnh cao vào năm 1969, hơn 400,000 lính Mỹ đã được triển khai. Với cuộc Tổng tiến công và nổi dậy Tết Mậu Thân 1968, Đảng Lao động Việt Nam đã chỉ đạo đánh vào bộ chỉ huy chiến tranh của Mỹ và Việt Nam Cộng hòa, buộc Mỹ phải xuống thang chiến tranh, chấm dứt ném bom không điều kiện, chấp nhận đàm phán với Việt Nam Dân chủ Cộng hòa, đánh dấu sự thất bại chiến lược "Chiến tranh cục bộ".
Trong giai đoạn này, Trung ương Cục miền Nam cũng đã vận động chính trị trong nhân dân để thành lập chính quyền cách mạng các cấp. Đến giữa năm 1969, đại bộ phận số xã, tỉnh và nhiều đô thị đều đã có chính quyền cách mạng, nhiều nơi các Ủy ban Nhân dân Cách mạng bước đầu thực hiện nhiệm vụ củng cố và phát huy vai trò chính quyền, làm tốt công tác lãnh đạo mọi mặt. Yêu cầu việc thành lập một chính quyền cách mạng ở miền Nam Việt Nam như một chính phủ được Trung ương cục đặt ra nhằm đấu tranh trên mọi mặt trận từ chính trị, ngoại giao đến quân sự. Đặt biệt tại Hội nghị Paris đòi hỏi cần có một chính phủ đại diện cho nhân dân miền Nam "nhằm nâng cao hơn nữa vị trí, địa vị pháp lý của chính quyền cách mạng tại Hội nghị và trên trường quốc tế".

## Thành lập
Việc Mặt trận Dân tộc Giải phóng miền Nam Việt Nam và Liên minh các Lực lượng Dân tộc, Dân chủ và Hòa bình Việt Nam thống nhất thành lập Chính phủ Lâm thời ở miền Nam cũng được báo chí nước ngoài dự báo trước: "Ngay từ năm 1966, Mặt trận Giải phóng miền Nam Việt Nam đã tính đến việc thành lập một Chính phủ lâm thời làm đại diện thương thuyết với Hoa Kỳ. Ý định này chưa được chính thức công bố, nhưng tháng 3 năm 1966, chính quyền Sài Gòn đã "thâu lượm" được tin này. Tin tức này lần đầu tiên được chính quyền Sài Gòn đề cập đến trong một công văn của Bộ Ngoại giao gửi Phủ Chủ tịch Ủy ban Hành pháp Trung ương: "theo nguồn tin mà Tòa Tổng Lãnh sự Việt Nam (Cộng hòa) tại New Delhi thâu lượm được thì Mặt trận Giải phóng miền Nam dự định lập một Chính phủ lâm thời để buộc Mỹ phải thương thuyết với họ chứ không điều đình thẳng với Bắc Việt. Đây chỉ là nguồn tin chưa được xác nhận, xong theo sự nhận xét của thiểm Bộ, có lẽ cho tới nay Mặt trận Giải phóng miền Nam chưa thực hiện được ý định lập một Chính phủ là vì họ chưa chiếm hẳn được một vùng đất nào".

Tờ Sài Gòn - Tokyo ngày 6 tháng 9 năm 1968 viết:
"Vừa qua, Mặt trận Giải phóng đang mở rộng quyền hành và ảnh hưởng của họ ở những vùng nông thôn.
Theo buổi phát thanh của Đài Giải phóng, các tổ chức chính quyền cách mạng đã được thành lập ở tất cả 44 tỉnh ở miền Nam Việt Nam.
Những tài liệu mà quân Mỹ bắt được của Mặt trận Giải phóng cho thấy rằng, mục tiêu cuối cùng của việc Mặt trận Giải phóng tăng cường xây dựng các cơ cấu chính quyền mới ở địa phương là để thiết lập một Chính phủ mới Liên hiệp Trung ương.
Mặt trận Giải phóng và Chính phủ Bắc Việt cũng như Liên minh các Lực lượng Dân tộc Dân chủ Hòa bình Việt Nam đã chuẩn bị thương lượng với Mỹ về việc thành lập một chính quyền liên hiệp.
Tuy nhiên, có tin Mặt trận Giải phóng đang chuẩn bị một Chính phủ lâm thời của riêng họ trong tình hình việc thương lượng thất bại.
Do đó, các nguồn tin Mỹ rất lo trước hoạt động hiện nay của Mặt trận Giải phóng mặc dù họ cho rằng Mặt trận Giải phóng không thành công lắm trong cố gắng thiết lập một cơ cấu chính quyền mới".

Ngày 24 tháng 1 năm 1969, Bộ Chính trị Trung ương Đảng Lao động Việt Nam gửi Điện số 32 kèm theo Bản dự thảo lời kêu gọi của Ban vận động hiệp thương tới Phạm Hùng, Bí thư Trung ương Cục miền Nam, chủ trương mở hội nghị Hiệp thương giữa Mặt trận Dân tộc Giải phóng miền Nam với Liên minh các Lực lượng Dân tộc Dân chủ và Hòa bình Việt Nam nhằm "thống nhất nhận định, chủ trương và phương hướng đấu tranh cho việc lập một nội các hòa bình ở Sài Gòn".

### Trù bị
Ngày 25 tháng 5 năm 1969, trước những yêu cầu cấp thiết của cách mạng, Hội nghị Hiệp thương giữa Mặt trận Dân tộc Giải phóng miền Nam Việt Nam và Liên minh các Lực lượng Dân tộc Dân chủ và Hòa bình Việt Nam để bàn về việc thành lập Chính phủ Cách mạng lâm thời mới được triệu tập.
Đoàn đại biểu của Mặt trận Dân tộc Giải phóng miền Nam Việt Nam dự Hội nghị Hiệp thương gồm có:
- Trưởng đoàn: Luật sư Nguyễn Hữu Thọ - Chủ tịch Ủy ban Trung ương Mặt trận
- Đoàn viên: 
  - Kiến trúc sư Huỳnh Tấn Phát - Phó Chủ tịch Ủy ban Trung ương Mặt trận kiêm Tổng Thư ký đoàn viên
  - Ung Ngọc Kỳ - Ủy viên Ban Thư ký đoàn viên
  - Hồ Thu - Ủy viên Ủy ban Trung ương Mặt trận đoàn viên.
  - Giáo sư Lê Văn Thả - Ủy viên Ủy ban Trung ương Mặt trận đoàn viên.
  - Giáo sư Nguyễn Ngọc Thưởng - Ủy viên Ủy ban Trung ương Mặt trận đoàn viên.

Đoàn đại biểu Ủy ban Trung ương Liên minh các Lực lượng Dân tộc Dân chủ và Hòa bình Việt Nam có:
- Trưởng đoàn: Luật sư Trịnh Đình Thảo - Chủ tịch Ủy ban Trung ương Liên minh;
- Đoàn viên: 
  - Kỹ sư Lâm Văn Tết - Phó Chủ tịch Liên minh;
  - Giáo sư Tôn Thất Dương Kỵ - Tổng Thư ký
  - Bác sĩ Dương Quỳnh Hoa - Phó Tổng Thư ký
  - Nhà văn Thanh Nghị - Phó Tổng Thư ký
  - Lê Hiếu Đằng - Phó Tổng Thư ký
  - Giáo sư Lê Văn Giáp - Chủ tịch Ủy ban Liên minh các Lực lượng Dân tộc Dân chủ và Hòa bình Sài Gòn - Chợ Lớn - Gia Định
  - Trương Như Tảng - Phó Chủ tịch Ủy ban Liên minh các Lực lượng Dân tộc Dân chủ và Hòa bình Sài Gòn - Chợ Lớn - Gia Định

Tại hội nghị, hai đoàn đại biểu đã nhất trí đánh giá sự phát triển tình hình và thắng lợi của cách mạnh nhân dân ở miền Nam Việt Nam. Hai đoàn đại biểu đã nhất trí về thời cơ thuận lợi và sự cần thiết thành lập Chính phủ Cách mạng lâm thời thể theo nguyện vọng bức thiết của các tầng lớp nhân dân miền Nam Việt Nam và để đáp ứng nhu cầu cách mạng của nhân dân miền Nam đến thắng lợi.
Hội nghị Hiệp thương đã quyết định triệu tập Đại hội đại biểu quốc dân bao gồm đại biểu hết sức rộng rãi của các chính đảng cách mạng, các đoàn thể yêu nước, các tôn giáo, các dân tộc và các tầng lớp nhân dân, các địa phương, các nhân sĩ, trí thức... để tổng kết tình hình đấu tranh thắng lợi nhân dân về mọi mặt, quyết định đường lối, nhiệm vụ của nhân dân Việt Nam để giành thắng lợi hoàn toàn và cử ra Chính phủ Cách mạng lâm thời. Hội nghị đã quyết định lập một Ban trù bị đại hội để chuẩn bị Đại hội.

### Đại hội Đại biểu Quốc dân
Từ ngày 6 đến ngày 8 tháng 6 năm 1969, Đại hội Đại biểu Quốc dân miền Nam Việt Nam giữa Mặt trận Dân tộc Giải phóng miền Nam Việt Nam, Liên minh các Lực lượng Dân tộc Dân chủ và Hòa bình Việt Nam ở miền Nam cùng các lực lượng yêu nước khác đã họp tại một địa điểm thuộc tỉnh Tây Ninh. Đại hội nhận định tình hình "cuộc kháng chiến chống Mỹ cứu nước" của nhân dân miền Nam và cử ra Chính phủ Cách mạng lâm thời và Hội đồng Cố vấn Chính phủ.
Thành phần tham dự gồm có:
"88 đại biểu và 72 khách mời là các chiến sĩ cách mạng lão thành; các anh hùng, các chiến sĩ thi đua đã lập chiến công trên các địa phương; các cán bộ và chiến sĩ hăng say công tác trong các ngành chính trị, quân sự, kinh tế, báo chí, văn học nghệ thuật; các đại biểu dân tộc... họ là những người tiêu biểu cho các chính Đảng, các dân tộc, các tôn giáo và các đoàn thể, các tầng lớp nhân dân, các lực lượng vũ trang giải phóng, đoàn thanh niên xung phong từ Sài Gòn, Chợ Lớn, Gia Định, miền Đông Nam Bộ, Huế, Đà Nẵng, Tây Nguyên, Thừa Thiên, miền Trung Trung Bộ, miền Đông Nam Bộ, miền Tây Nam Bộ, Mỹ Tho, Bến Tre, Trà Vinh, Cần Thơ...
Đại biểu cao tuổi nhất là cụ Lâm Văn Tết, 76 tuổi và đại biểu trẻ tuổi nhất là đoàn viên thanh niên xung phong Trương Thị Loan, 19 tuổi.
Tất cả đoàn đại biểu, các vị khách đã họp thành một đội ngũ thống nhất trong không khí đoàn kết chiến đấu vì tiền đồ và tương lai tươi sáng của dân tộc, thể hiện truyền thống bất khuất, quyết đánh thắng ngoại xâm của Hội nghị Diên Hồng, của Đại hội Tân Trào lịch sử, tiêu biểu cho ý chí và nguyện vọng của 14 triệu nhân dân miền Nam anh hùng."

Khai mạc Đại hội Trịnh Đình Thảo, Chủ tịch Ủy ban Trung ương Liên minh các Lực lượng Dân tộc, Dân chủ và Hòa bình Việt Nam thay mặt Ban trù bị Đại hội đọc diễn văn khai mạc. Luật sư Trịnh Đình Thảo nêu lên nhiệm vụ hàng đầu của Đại hội và nhìn lại một cách khái quát và biểu dương sự nghiệp kháng chiến của quân và dân miền Nam trong 15 năm qua, nhất là từ Tết Mậu Thân; đề ra phương hướng và nhiệm vụ cách mạng trước mắt của quân, dân miền Nam. Luật sư nhấn mạnh: "Trên cơ sở ấy, Đại hội đại biểu quốc dân của chúng ta sẽ xếp việc thành lập "Chính phủ Cách mạng lâm thời", một cơ quan quyền lực tập trung có đầy đủ tín nhiệm bao gồm những người tiêu biểu nhất của các tầng lớp nhân dân, tôn giáo, dân tộc, có đầy đủ đức, tài để động viên những nỗ lực lớn nhất của quân và dân miền Nam ta, phát huy cao độ sức mạnh tổng hợp của chiến tranh nhân dân của mọi lực lượng, mọi cá nhân yêu nước, yêu hòa bình và dân chủ ở các thành thị, nông thôn, đồng bằng và rừng núi, tăng cường hơn nữa khí thế mãnh liệt của cuộc chiến đấu chống Mỹ cứu nước trong thời mới".
Sau báo cáo khai mạc đại hội của Trịnh Định Thảo, Nguyễn Hữu Thọ, Chủ tịch Đoàn Chủ tịch Đại hội, Chủ tịch đoàn Ủy ban Trung ương Mặt trận Dân tộc Giải phóng miền Nam Việt Nam đọc bản "báo cáo chính trị". Trong đó có đoạn viết "sau khi có hiệp thương và hoàn toàn nhất trí giữa "Ủy ban Trung ương Mặt trận Dân tộc Giải phóng miền Nam Việt Nam" và "Ủy ban Trung ương Liên minh các Lực lượng Dân tộc Dân chủ và Hòa bình Việt Nam", chúng tôi đề nghị Đại hội đại biểu quốc dân xét và quyết định việc thành lập Chính phủ Cách mạng lâm thời để đoàn kết toàn dân, động viên toàn dân, toàn quân ta tiến lên đánh bại chiến tranh xâm lược của đế quốc Mỹ, đánh đổ ngụy quyền tay sai, giành lấy thắng lợi hoàn toàn, thực hiện một miền Nam Việt Nam hòa bình, độc lập, dân chủ, trung lập, tiến tới hòa bình, thống nhất Tổ quốc..."
Sau ba ngày làm việc, Đại hội đã nhất trí thông qua Nghị quyết cơ bản của Đại hội do Phùng Văn Cung thay mặt Chủ tịch đoàn trình bày về việc thành lập chế độ Cộng hòa miền Nam Việt Nam, Chính phủ Cách mạng lâm thời Cộng hòa miền Nam Việt Nam và Hội đồng Cố vấn bên cạnh chính phủ. Nguyễn Hữu Thọ thay mặt Ban trù bị Đại hội giới thiệu danh sách đại biểu được đề cử vào Ban Chấp hành Chính phủ Cách mạng lâm thời.

## Tổ chức
Cơ cấu tổ chức Chính phủ Cách mạng lâm thời Cộng hòa miền Nam Việt Nam gồm có: 1 Chủ tịch, Phó chủ tịch, 8 Bộ và Văn phòng Chủ tịch Chính phủ. 8 Bộ gồm:
- Bộ Quốc phòng
- Bộ Ngoại giao
- Bộ Nội vụ
- Bộ Kinh tế - Tài chính
- Bộ Thông tin và Văn hóa
- Bộ Giáo dục và Thanh niên
- Bộ Y tế, Xã hội và Thương binh
- Bộ Tư pháp
- Văn phòng Chủ tịch Chính phủ

### Chính phủ Cách mạng lâm thời
| Chức vụ      | Chức vụ                       | Họ và tên                            | Thời gian | Thời gian | Chức vụ kiêm nhiệm               | Ghi chú                |
| Chức vụ      | Chức vụ                       | Họ và tên                            | Bổ nhiệm  | Bãi nhiệm | Chức vụ kiêm nhiệm               | Ghi chú                |
| ------------ | ----------------------------- | ------------------------------------ | --------- | --------- | -------------------------------- | ---------------------- |
| Chủ tịch     | Chủ tịch                      | Huỳnh Tấn Phát                       | 6/1969    | 7/1976    |                                  |                        |
| Phó Chủ tịch | Phó Chủ tịch                  | Phùng Văn Cung                       | 6/1969    | 7/1976    | Bộ trưởng Bộ Nội vụ              |                        |
| Phó Chủ tịch | Phó Chủ tịch                  | Nguyễn Văn Kiết                      | 6/1969    | 7/1976    | Bộ trưởng Bộ Giáo dục Thanh niên |                        |
| Phó Chủ tịch | Phó Chủ tịch                  | Nguyễn Đóa                           | 6/1969    | 7/1976    |                                  |                        |
| Bộ trưởng    | Phủ Chủ tịch Chính phủ        | Trần Bửu Kiếm                        | 6/1969    | 7/1976    |                                  |                        |
| Bộ trưởng    | Bộ Quốc phòng                 | Trần Nam Trung                       | 6/1969    | 7/1976    |                                  |                        |
| Bộ trưởng    | Bộ Ngoại giao                 | Nguyễn Thị Bình                      | 6/1969    | 7/1976    |                                  |                        |
| Bộ trưởng    | Bộ Kinh tế Tài chính          | Cao Văn Bổn                          | 6/1969    | 4/1972    |                                  | Mất khi đang tại nhiệm |
| Bộ trưởng    | Bộ Kinh tế Tài chính          | Dương Kỳ Hiệp                        | 4/1972    | 7/1976    |                                  | Quyền Bộ trưởng        |
| Bộ trưởng    | Bộ Thông tin Văn hóa          | Lưu Hữu Phước                        | 6/1969    | 7/1976    |                                  |                        |
| Bộ trưởng    | Bộ Y tế Xã hội và Thương binh | Dương Quỳnh Hoa                      | 6/1969    | 7/1976    |                                  |                        |
| Bộ trưởng    | Bộ Tư pháp                    | Trương Như Tảng                      | 6/1969    | 7/1976    |                                  |                        |
| Thứ trưởng   | Phủ Chủ tịch Chính phủ        | Ung Ngọc Kỳ                          | 6/1969    | 7/1976    |                                  |                        |
| Thứ trưởng   | Bộ Nội vụ                     | Nguyễn Ngọc Thưởng                   | 6/1969    | 7/1976    |                                  |                        |
| Thứ trưởng   | Bộ Kinh tế Tài chính          | Nguyễn Văn Triệu                     | 6/1969    | 7/1976    |                                  |                        |
| Thứ trưởng   | Bộ Tư pháp                    | Lê Văn Thả                           | 6/1969    | 7/1976    |                                  |                        |
| Thứ trưởng   | Bộ Quốc phòng                 | Đồng Văn Cống                        | 6/1969    | 7/1976    |                                  |                        |
| Thứ trưởng   | Bộ Quốc phòng                 | Nguyễn Chánh                         | 6/1969    | 7/1976    |                                  |                        |
| Thứ trưởng   | Bộ Ngoại giao                 | Lê Quang Chánh                       | 6/1969    | 7/1976    |                                  |                        |
| Thứ trưởng   | Bộ Ngoại giao                 | Hoàng Bích Sơn                       | 6/1969    | 7/1976    |                                  |                        |
| Thứ trưởng   | Bộ Giáo dục Thanh niên        | Lê Văn Chí                           | 6/1969    | 7/1976    |                                  |                        |
| Thứ trưởng   | Bộ Giáo dục Thanh niên        | Hồ Hữu Nhựt                          | 6/1969    | 7/1976    |                                  |                        |
| Thứ trưởng   | Bộ Y tế Xã hội và Thương binh | Hồ Văn Huê                           | 6/1969    | 4/1976    |                                  | Mất khi đang tại nhiệm |
| Thứ trưởng   | Bộ Y tế Xã hội và Thương binh | Bùi Thị Mè                           | 6/1969    | 7/1976    |                                  |                        |
| Thứ trưởng   | Bộ Thông tin Văn hóa          | Hoàng Trọng Quỵ (Nhà văn Thanh Nghị) | 6/1969    | 7/1976    |                                  |                        |
| Thứ trưởng   | Bộ Thông tin Văn hóa          | Nhà văn Lữ Phương                    | 6/1969    | 7/1976    |                                  |                        |

### Hội đồng Cố vấn Chính phủ
| Chức vụ      | Họ và tên                | Thời gian | Thời gian | Chức vụ kiêm nhiệm | Ghi chú                |
| Chức vụ      | Họ và tên                | Bổ nhiệm  | Bãi nhiệm | Chức vụ kiêm nhiệm | Ghi chú                |
| ------------ | ------------------------ | --------- | --------- | ------------------ | ---------------------- |
| Chủ tịch     | Nguyễn Hữu Thọ           | 6/1969    | 7/1976    |                    |                        |
| Phó Chủ tịch | Trịnh Đình Thảo          | 6/1969    | 7/1976    |                    |                        |
| Ủy viên      | Y Bih Aleo               | 6/1969    | 7/1976    |                    |                        |
| Ủy viên      | Huỳnh Cương              | 6/1969    | 7/1976    |                    |                        |
| Ủy viên      | Hòa thượng Thích Đôn Hậu | 6/1969    | 7/1976    |                    |                        |
| Ủy viên      | Huỳnh Văn Trí            | 6/1969    | 7/1976    |                    |                        |
| Ủy viên      | Nguyễn Công Phương       | 6/1969    | 8/1972    |                    | Mất khi đang tại nhiệm |
| Ủy viên      | Lâm Văn Tết              | 6/1969    | 7/1976    |                    |                        |
| Ủy viên      | Võ Oanh                  | 6/1969    | 7/1976    |                    |                        |
| Ủy viên      | Lê Văn Giáp              | 6/1969    | 7/1976    |                    |                        |
| Ủy viên      | Huỳnh Thanh Mừng         | 6/1969    | 1/1970    |                    | Mất khi đang tại nhiệm |
| Ủy viên      | Phạm Ngọc Hùng           | 6/1969    | 7/1976    |                    |                        |
| Ủy viên      | Nguyễn Đình Chi          | 6/1969    | 7/1976    |                    |                        |

## Vai trò
Chính phủ Cách mạng lâm thời miền Nam Việt Nam được thành lập xác nhận Cộng hòa miền Nam Việt Nam không phải là một nước mà là một chính thể... Đồng thời xóa bỏ sự "hợp hiến và hợp pháp" duy nhất của chính quyền Việt Nam Cộng hòa. Chính phủ lâm thời tạo điều kiện tranh thủ tầng lớp trung gian ở miền Nam, thúc đẩy phong trào đô thị.
Chính phủ Cách mạng là một phe đối trọng với chính quyền Việt Nam Cộng hòa tại Hội nghị Pari, bác bỏ "đại diện hợp pháp duy nhất" cho miền Nam do Việt Nam Cộng hòa tuyên bố. Trong bài phát biểu bế mạc Đại hội, Chủ tịch Cách mạng lâm thời Cộng hòa miền Nam Việt Nam, Huỳnh Tấn Phát có đoạn:"Đại hội đại biểu quốc dân miền Nam Việt Nam nhiệt liệt hoan nghênh và chính thức ghi nhận lời tuyên bố trịnh trọng của "Ủy ban Trung ương Mặt trận Dân tộc Giải phóng miền Nam Việt Nam" chuyển giao cho Chính phủ Cách mạng lâm thời chức năng nhà nước đối nội cũng như đối ngoại, kể cả tư cách đại diện chân chính của nhân dân miền Nam Việt Nam tại Hội nghị Paris về Việt Nam mà từ trước đến nay Mặt trận đã đảm đương một cách vẻ vang".
Ngày 10 tháng 6 năm 1969, Chủ tịch Chính phủ Cách mạng lâm thời Cộng hòa miền Nam Việt Nam Huỳnh Tấn Phát ký Quyết định số 07/QĐ/CT thành lập phái đoàn tham dự Hội nghị Paris về Việt Nam.
Điều 1: Đoàn đại biểu Mặt trận Dân tộc Giải phóng miền Nam Việt Nam tại Hội nghị Paris về Việt Nam trở thành đoàn đại biểu Chính phủ Cách mạng lâm thời Cộng hòa miền Nam Việt Nam tại Hội nghị Paris về Việt Nam.
Điều 2: Cử bà Nguyễn Thị Bình, Bộ trưởng Bộ Ngoại giao Chính phủ lâm thời Cộng hòa miền Nam Việt Nam làm Trưởng đoàn đại biểu Chính phủ Cách mạng lâm thời Cộng hòa miền Nam Việt Nam tại Hội nghị Paris về Việt Nam.
Điều 3: Ông Trần Bửu Kiếm, nguyên Trưởng đoàn đại biểu Mặt trận Dân tộc Giải phóng miền Nam Việt Nam tại Hội nghị Paris về nước nhận nhiệm vụ mới.
Điều 4: Cử ông Nguyễn Văn Tiến và ông Đinh Bá Thi làm Phó trưởng đoàn đại biểu Chính phủ Cách mạng lâm thời Cộng hòa miền Nam Việt Nam tại Hội nghị Paris về Việt Nam. Bổ sung ông Dương Đình Thảo làm đoàn viên trong đoàn. Ông Trần Hoài Nam, nguyên Phó trưởng đoàn đại biểu của Mặt trận Dân tộc Giải phóng miền Nam Việt Nam tại Hội nghị Paris về nước nhận nhiệm vụ mới"./

## Quốc tế công nhận
Trong tháng 6 năm 1969, 23 nước đã công nhận Chính phủ cách mạng lâm thời, trong đó 21 nước kiến lập quan hệ ngoại giao:
- Ngày 12 tháng 6 năm 1969, Chính phủ Việt Nam Dân chủ Cộng hòa tuyên bố công nhận.
- Ngày 13 tháng 6 năm 1969, Cộng hòa Dân chủ Nhân dân Triều Tiên thỏa thuận về việc thiết lập quan hệ ngoại giao giữa Chính phủ Cách mạng lâm thời Cộng hòa miền Nam Việt Nam.
- Ngày 14 tháng 6 năm 1969, Thủ tướng Quốc vụ viện Trung Quốc Chu Ân Lai gửi điện cho Huỳnh Tấn Phát cho biết Chính phủ Trung Quốc chính thức thừa nhận Chính phủ Cách mạng lâm thời Cộng hòa miền Nam Việt Nam và thúc giục tân Chính phủ này hãy tiếp tục chiến đấu để đạt được thắng lợi hoàn toàn.
- Ngày 17 tháng 6 năm 1969, Chính phủ Cộng hòa Hồi giáo Mauritanie đã quyết định thừa nhận Chính phủ Cách mạng lâm thời Cộng hòa miền Nam Việt Nam. Quyết định này được thông qua trong phiên họp ngày 16 và 17 tháng 6 năm 1969 của Bộ Chính trị toàn quốc Đảng Nhân dân Mauritanie.
- Ngày 24 tháng 6 năm 1969, Syrie đã quyết định thiết lập quan hệ ngoại giao trên cấp bậc Đại sứ với Chính phủ Cách mạng lâm thời Cộng hòa miền Nam Việt Nam.

Từ sau phiên họp thứ 21 (12/6/1969), Chính phủ Cách mạng lâm thời Cộng hòa miền Nam Việt Nam chính thức tham dự Hội nghị Paris với tư cách là Chính phủ độc lập, đại diện chân chính cho nhân dân miền Nam Việt Nam.
Tháng 8 năm 1972, Hội nghị ngoại trưởng các nước không liên kết họp tại Guyanna đã công nhận địa vị hợp pháp của Chính phủ cách mạng lâm thời trong khối 59 nước Không liên kết.
Ngày 27 tháng 1 năm 1973, là một trong bốn bên ký kết vào Hiệp định Pari chấm dứt chiến tranh, lập lại hòa bình ở Việt Nam.
Từ tháng 6 năm 1969 đến cuối năm 1975, có hơn 50 nước trên thế giới (trong đó có nhiều nước tư bản chủ nghĩa) công nhận và thiết lập quan hệ ngoại giao với Chính phủ Cách mạng lâm thời.

## Giải thể
Sau ngày 30 tháng 4 năm 1975, lãnh thổ toàn miền Nam thuộc kiểm soát của Chính phủ Cách mạng lâm thời do Đảng Lao động Việt Nam lãnh đạo. Sau khi giành được quyền kiểm soát toàn bộ lãnh thổ Nam Việt Nam, tháng 9 năm 1975, Hội nghị Trung ương lần thứ 24 Đảng Lao động Việt Nam xác định mục tiêu thống nhất đất nước về mọi mặt.
Từ ngày 15 đến 21 tháng 11 năm 1975, Hội nghị hiệp thương chính trị được tổ chức tại Sài Gòn, giữa đoàn Chính phủ Việt Nam Dân chủ Cộng hòa, do Trường Chinh đứng đầu, và đoàn Chính phủ Cách mạng lâm thời Cộng hòa miền Nam Việt Nam, do Phạm Hùng đứng đầu. Hội nghị đã nêu cao quyết tâm thực hiện lời của Chủ tịch Hồ Chí Minh: "Nước Việt Nam là một, dân tộc Việt Nam là một. Sông có thể cạn, núi có thể mòn, song chân lý đó không bao giờ thay đổi", đã đi đến tán thành tổ chức bầu cử Quốc hội thống nhất.
Ngày 25 tháng 4 năm 1976 tổng tuyển cử toàn Việt Nam được tổ chức, bầu ra 492 đại biểu của Quốc hội Việt Nam thống nhất. Từ ngày 24 tháng 6 đến ngày 3 tháng 7 năm 1976, Quốc hội họp phiên đầu tiên, thông qua các nội dung:
- Xóa bỏ khu phi quân sự theo Vĩ tuyến 17.
- Quốc kỳ là Cờ đỏ Sao Vàng.
- Lấy tên nước là Cộng hòa Xã hội Chủ nghĩa Việt Nam.
- Quốc ca là bài "Tiến quân ca".
- Thủ đô là Hà Nội.
- Đổi tên thành phố Sài Gòn - Gia Định thành Thành phố Hồ Chí Minh.

Với sự kiện này, Chính phủ Cách mạng lâm thời Cộng hòa miền Nam Việt Nam đã hoàn thành vai trò trong cuộc chiến tranh Việt Nam và chính thức chấm dứt mọi hoạt động.